# Antônio Dib Mussi
Antônio Dib Mussi (* 3. Mai 1911 in Laguna; † 19. März 1959 in Florianópolis) war ein brasilianischer Arzt und Politiker.

## Werdegang
Er war Sohn von Dib Mussi und Santa Elias Mussi. Sein Studium der Medizin schloss er 1934 an der Universidade Federal do Paraná ab. Gemeinsam mit seiner Ehefrau Wladyslawa Wolowska Mussi, die er 1933 geheiratet hatte, ließ er sich Orleans (Santa Catarina) nieder, wo er die Leitung des Hospital Santa Otília übernahm. Er wurde auch zum Bürgermeister von Orleans gewählt.
Von 1947 bis 1951 war er Abgeordneter des Partido Social Democrático (PSD) in der Assembleia Legislativa de Santa Catarina.